# La donna altrui
La donna altrui è un film italiano del 1913 diretto da Baldassarre Negroni.

## Trama
Compiuti diciotto anni Franca lascia il convento e fa il suo ingresso nel mondo. Bella, ricca e orfana, è presto circondata da molti corteggiatori, ma il suo temperamento romantico la spinge a cercare un uomo che abbia compiuto qualche azione di valore. Crede di trovarlo nel capitano Bianchi, esploratore dei mari polari, le cui spedizioni lo hanno reso famoso, e lo sposa dopo un breve fidanzamento. Ma col tempo si accorge che Bianchi è un uomo diverso da come appare, rude, volitivo e per niente galante, non è quel cavaliere che l'accompagna alle feste che lei sognava, ed anzi la porta a vivere in campagna, reclusa e isolata dal mondo, lontana dalla vita che avrebbe voluto fare. Quando un giorno arriva alla fattoria il giovane conte Alberto, che deve trattare alcuni affari, basta uno sguardo perché la delusa Franca se ne innamori. Il marito scopre la tresca da un biglietto e raggiunge i due al loro ennesimo convegno amoroso, dove muore dopo aver sfidato Bianchi a duello.

## Critica
(Raimondo Paglietti in La Vita Cinematografica, 7 agosto 1914)